# Галь, Хенрик
Хенрик Галь (венг. Gál Henrik, род. 5 марта 1947, Földes, Хайду-Бихар) — венгерский борец, чемпион Европы.

## Биография
Родился в 1947 году в Фёльдеше. В 1970 году стал серебряным призёром чемпионата Европы по правилам греко-римской борьбы. В 1972 году принял участие в Олимпийских играх в Мюнхене по правилам вольной борьбы, но наград не завоевал. В 1973 году стал бронзовым призёром чемпионата Европы по правилам вольной борьбы. В 1975 году, выступая по правилам вольной борьбы, занял 4-е место на чемпионате мира, и 6-е — на чемпионате Европы. В 1976 году стал чемпионом Европы по вольной борьбе, а на Олимпийских играх в Монреале стал 4-м в вольной борьбе.